# Нерелигиозность
Нерелигио́зность (иррелигио́зность, от фр. irréligieux, безве́рие) — отсутствие религиозных убеждений, равнодушие к религии, неприятие, непринятие или враждебность по отношению к ней.

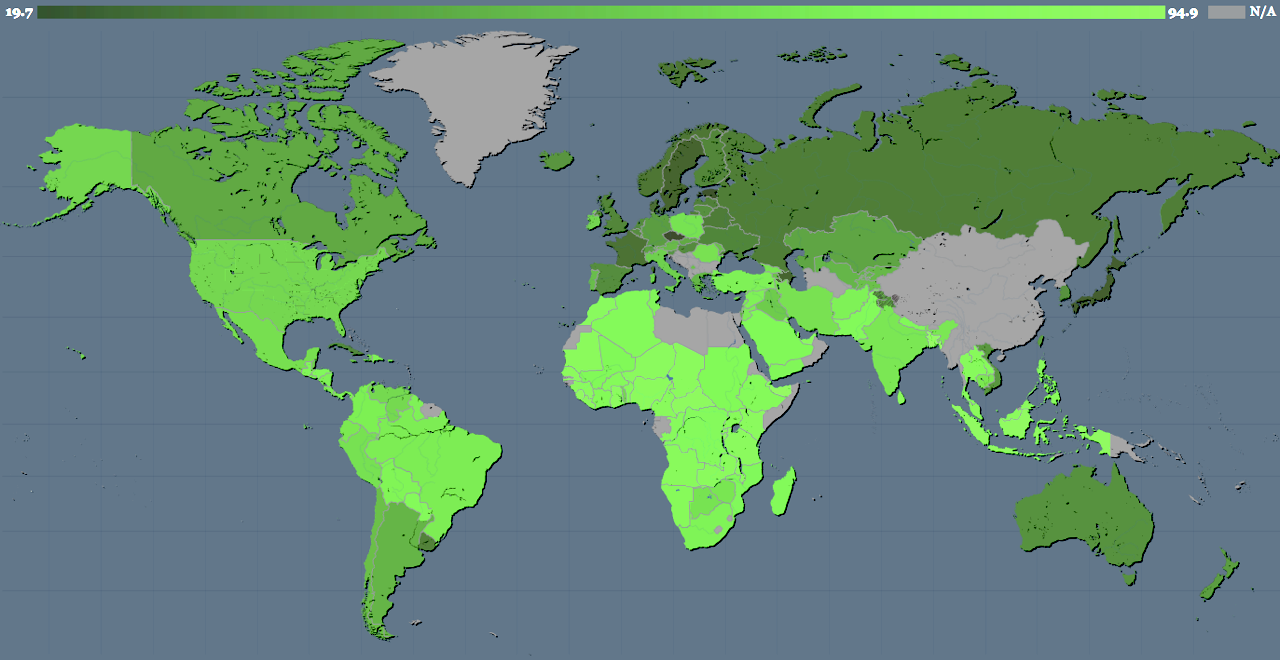
Индекс религиозности от Гэллапа (2009). На карте светлым цветом обозначены территории с большим количеством людей с религиозными и тёмным цветом с нерелигиозными убеждениями

Если под нерелигиозностью понимается отказ от религиозных убеждений, то она вмещает в себя атеизм и светский гуманизм. Когда она характеризуется как враждебность по отношению к религии, это понятие включает в себя антитеизм, антиклерикализм и антирелигиозность. Когда нерелигиозность характеризуется как равнодушие к религии — это апатеизм. Если нерелигиозность понимать как отсутствие религиозных убеждений — к ней можно отнести агностицизм, игностицизм, нетеизм, религиозный скептицизм и свободомыслие. В понятие нерелигиозности могут даже входить формы теизма, в зависимости от религиозного контекста, по отношению к которому оно определено, например, в Европе XVIII века, где её воплощением был деизм. В социологических исследованиях нерелигиозность соотносится с религиозностью. Существуют различные мнения о связи понятий «нерелигиозность» и «светскость».

## Демография

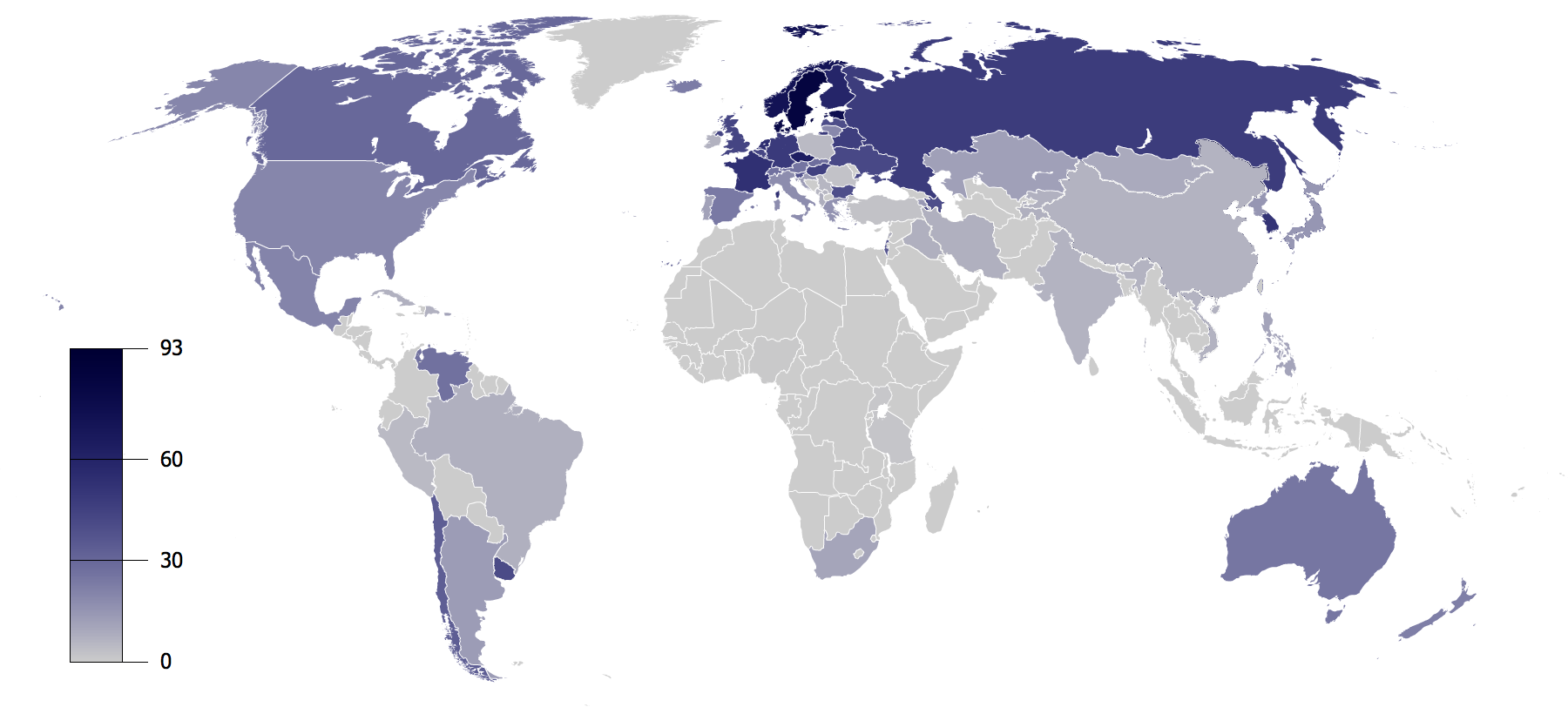
Распределение нерелигиозного населения в мире в процентном отношении по данным Dentsu Institute (2006) and Zuckerman (2005)

По статистике, 16 % населения Земли (1,1 млрд человек) считают себя «нерелигиозными», включая агностиков, атеистов, светских гуманистов и тех, которые ответили «нет» или «не имею религиозных предпочтений», когда им задали вопрос об их религиозных предпочтениях. Согласно исследованиям, богатые страны более нерелигиозны, чем бедные; а «образованные» — чем «необразованные».
В докладе «Pew» отмечено, что многие неверующие имеют некоторые религиозные убеждения, а также что большинство нерелигиозного населения проживает в Азиатско-Тихоокеанском регионе. Опрос, проведённый в 2012 году, показал, что 36 % населения нерелигиозны (включая атеистов), и что с 2005 по 2012 годы количество неверующих увеличилось на 9 %. Согласно тому же источнику, около 40 — 50 % людей, не относящих себя ни к одной религии, верят, по крайней мере, в одно божество или какие-либо высшие силы.
В приведённых ниже таблицах по убыванию показана доля нерелигиозной части населения стран[A]:
| Страна         | Численность нерелигиозного населения, %                            | Источник             |
| Эстония        | 75,7                                                               | [ 17 ]               |
| Швеция         | 46 — 85 (в среднем 65,5)                                           | [ 18 ]               |
| Чехия          | 64,3                                                               | [ 17 ]               |
| КНДР           | 64,3                                                               | [ 19 ]               |
| Вьетнам        | 46,1 — 81 (в среднем 63,55)                                        | [ 17 ] [ 18 ]        |
| Дания          | 43 — 80 (в среднем 61,5)                                           | [ 18 ]               |
| Албания        | 60                                                                 | [ 20 ] [ 21 ] [ 22 ] |
| Германия       | 59                                                                 | [ 23 ]               |
| Великобритания | 39 — 65 (в среднем 52)                                             | [ 24 ]               |
| Япония         | 51,8                                                               | [ 17 ]               |
| Китай          | 8 — 93 (в среднем 50,5)                                            | [ 17 ] [ 18 ] [ 25 ] |
| Франция        | 43—54 (в среднем 48,5)                                             | [ 18 ]               |
| Россия         | 14—48,1 (по разным оценкам)                                        | [ 17 ] [ 26 ]        |
| Белоруссия     | 47,8                                                               | [ 17 ]               |
| Венгрия        | 42,6                                                               | [ 17 ]               |
| Украина        | 42,4                                                               | [ 17 ]               |
| Нидерланды     | 39 — 44 (в среднем 41,5)                                           | [ 18 ]               |
| Латвия         | 40,6                                                               | [ 17 ]               |
| Бельгия        | 35,4                                                               | [ 17 ]               |
| Новая Зеландия | 34,7 (от 87,3 % респондентов, ответивших на необязательный вопрос) | [ 27 ]               |
| Чили           | 33,8                                                               | [ 17 ]               |
| Люксембург     | 29,9                                                               | [ 17 ]               |
| Словения       | 29,9                                                               | [ 17 ]               |
| Венесуэла      | 27,0                                                               | [ 17 ]               |
| Испания        | 23,3                                                               | [ 28 ]               |
| Словакия       | 23,1                                                               | [ 17 ]               |
| Мексика        | 20,5                                                               | [ 17 ]               |

| Страна      | Численность нерелигиозного населения, % | Источник |
| Литва       | 19,4                                    | [ 17 ]   |
| Австралия   | 18,7                                    | [ 29 ]   |
| Италия      | 17,8                                    | [ 17 ]   |
| Канада      | 16,2                                    | [ 30 ]   |
| США         | 16,1                                    | [ 31 ]   |
| Аргентина   | 16,0                                    | [ 32 ]   |
| ЮАР         | 15,1                                    | [ 33 ]   |
| Хорватия    | 13,2                                    | [ 17 ]   |
| Австрия     | 12,2                                    | [ 17 ]   |
| Финляндия   | 11,7                                    | [ 17 ]   |
| Португалия  | 11,4                                    | [ 17 ]   |
| Пуэрто-Рико | 11,1                                    | [ 17 ]   |
| Болгария    | 11,1                                    | [ 17 ]   |
| Филиппины   | 10,9                                    | [ 17 ]   |
| Индия       | 6,6                                     | [ 17 ]   |
| Сербия      | 5,8                                     | [ 17 ]   |
| Перу        | 4,7                                     | [ 17 ]   |
| Польша      | 4,6                                     | [ 17 ]   |
| Ирландия    | 6,0                                     | [ 34 ]   |
| Исландия    | 4,3                                     | [ 17 ]   |
| Греция      | 4,0                                     | [ 17 ]   |
| Турция      | 2,5                                     | [ 17 ]   |
| Румыния     | 2,4                                     | [ 17 ]   |
| Танзания    | 1,7                                     | [ 17 ]   |
| Мальта      | 1,3                                     | [ 17 ]   |
| Иран        | 1,1                                     | [ 17 ]   |
| Уганда      | 1,1                                     | [ 17 ]   |
| Нигерия     | 0,7                                     | [ 17 ]   |
| Бангладеш   | 0,1                                     | [ 17 ]   |

A  Хотя в первой одиннадцать перечисленных стран большинство населения нерелигиозно, это не значит, что большинство населения этих стран не принадлежит к какой-либо религиозной группе. Например, 70 % населения Швеции принадлежит к лютеранской церкви, а 56,7 % албанцев считают себя мусульманами.